# (36750) 2000 RR68
2000 RR68 (asteroide 36750) é um asteroide da cintura principal. Possui uma excentricidade de 0.06838340 e uma inclinação de 7.85074º.
Este asteroide foi descoberto no dia 2 de setembro de 2000 por LINEAR em Socorro.